# Stanisław Gura
Stanisław Roman Gura (ur. 15 listopada 1931 w Słobódce Leśnej, zm. 13 czerwca 2019) – polski lekarz internista i urzędnik państwowy, podsekretarz stanu w Ministerstwie Zdrowia i Opieki Społecznej (1981–1989), prezes Polskiego Czerwonego Krzyża (1988–1992).

## Życiorys
Po II wojnie światowej przesiedlony z rodziną do Gorzowa Wielkopolskiego, gdzie w 1949 ukończył liceum ogólnokształcące. W latach 1949–1955 studiował na Akademii Medycznej we Wrocławiu, specjalizował się w zakresie medycyny wewnętrznej. Następnie pracował jako asystent na oddziale wewnętrznym Szpitala Miejskiego w Gorzowie Wielkopolskim (1955–1962), kierował też przychodnią obwodową tamże (1959–1962). W 1962 został kierownikiem Wydziału Zdrowia i Opieki Społecznej Prezydium Wojewódzkiej Rady Narodowej w Zielonej Górze, pracował równocześnie na oddziale wewnętrznym tamtejszego szpitala i wspierał jego rozwój. W latach 70. został także lekarzem wojewódzkim w Zielonej Górze.
Wstąpił do Polskiej Zjednoczonej Partii Robotniczej. Od kwietnia 1981 do listopada 1989 zajmował stanowisko podsekretarza stanu w Ministerstwie Zdrowia i Opieki Społecznej, w tym od marca 1982 do września 1989 w randzie pierwszego zastępcy ministra. W 1989 został szefem rządowej Komisji ds. Przeciwdziałania Alkoholizmowi. Przez 19 lat kierował zielonogórskim oddziałem wojewódzkim Polskiego Czerwonego Krzyża, następnie był wiceprezesem, a w latach 1988–1992 prezesem tej organizacji na poziomie krajowym. Od 1994 do 1998 był doradcą przewodniczącego rady nadzorczej Zakładu Ubezpieczeń Społecznych.
19 czerwca 2019 pochowany na cmentarzu komunalnym (starym) przy ul. Wrocławskiej w Zielonej Górze.

## Odznaczenia
Odznaczony m.in. Krzyżem Komandorskim i Oficerskim Orderu Odrodzenia Polski, odznaką tytułu honorowego „Zasłużony Lekarz Polskiej Rzeczypospolitej Ludowej”, a także „Laurem Asklepiosa” Okręgowej Izby Lekarskiej w Zielonej Górze.